# Национални рагби шампионат
Национални рагби шампионат је најјача професионална рагби јунион лига у Аустралији.

## Историја
Рагби јунион је у Аустралији трећи екипни спорт по популарности, после аустралијског фудбала и рагби лиге ( рагби 13 ). Аустралија је два пута у рагби јуниону била шампион света 1991. и 1999. Рагби се у Аустралији игра још од друге половине 19. века. Национални рагби шампионат је ново такмичење, раније су се играла разноразна првенства и купови.

## О лиги
Национални рагби шампионат је играчима одскочна даска за Супер Рагби — најјачу лигу на свету. Просечна посећеност на утакмицама је око 2.200 гледалаца.
Екипе за сезону 2015
Канбера Викингс
НСВ Кантри Иглс
Сиднеј Ремс
Норт Харбор Рејс
Сиднеј Старс
Бризбејн сити рагби
Квинсленд Кантри
Мелбурн Рајзинг
Перт Спирит